# Hannes Pétursson

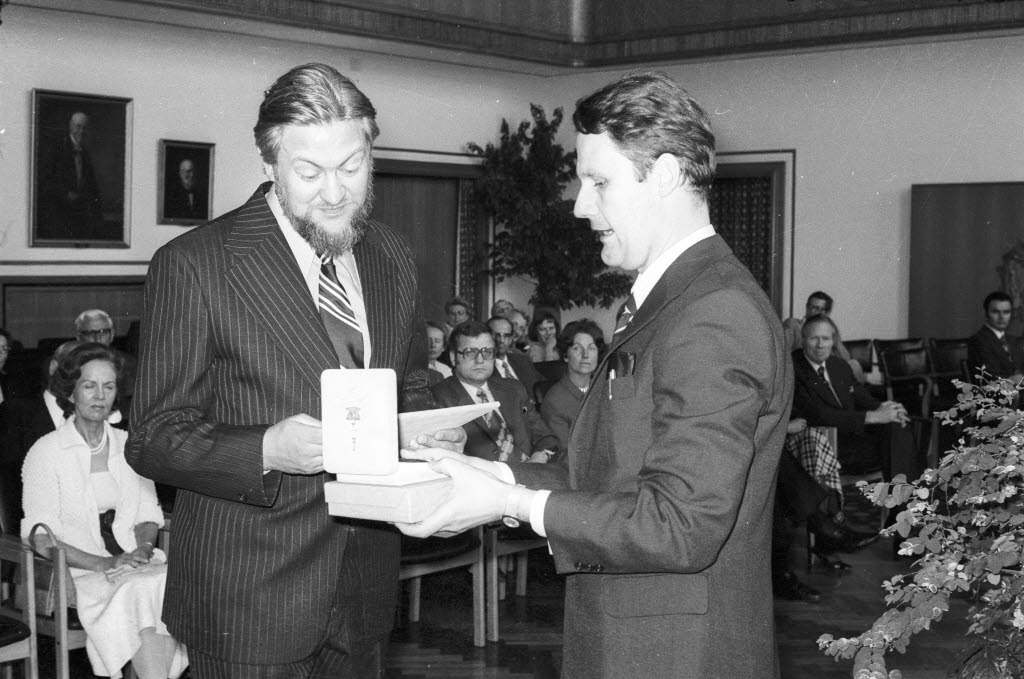
Hannes Pétursson 1975 in Kiel

Hannes Pétursson (* 14. Dezember 1931 in Sauðárkrókur) ist ein isländischer Schriftsteller.

## Leben
Er wurde als Sohn eines Bankdirektors im am Skagafjörður gelegenen Sauðárkrókur im Norden Islands geboren. Sein Abitur machte er 1952 in Reykjavík. Es schloss sich von 1952 bis 1954 ein Studium der Germanistik in Köln und Heidelberg an. Von 1954 bis 1959 studierte er dann Islandistik an der Universität Island.
Er nahm eine Tätigkeit im Verlag des Kulturfonds in Reykjavík auf. Hannes betätigte sich als Literaturwissenschaftler, Herausgeber und Übersetzer. So übersetzte er Texte von Rainer Maria Rilke und Franz Kafka. Er verfasste Reiseberichte und veröffentlichte Bände mit von ihm verfassten Gedichten und Erzählungen.

## Ehrungen
1975 erhielt er den Henrik-Steffens-Preis. Im Jahr 1993 wurde er mit dem Isländischen Literaturpreis ausgezeichnet.